# ریچارد شیردل (فیلم ۱۹۲۳)
ریچارد شیردل (انگلیسی: Richard the Lion-Hearted) فیلمی در ژانر درام است که در سال ۱۹۲۳ منتشر شد. از بازیگران آن می‌توان به والاس بیری، مارگریت د لا موت و جان بوورز اشاره کرد.